# Antonio Brunetti (compositeur)
Pour les articles homonymes, voir Antonio Brunetti (violoniste) et Brunetti.
Antonio Brunetti (vers 1767 - après 1845) est un compositeur italien.

## Biographie
Il est le fils du compositeur Giuseppe Brunetti et le neveu du compositeur Giovan Gualberto Brunetti (it).
Il a commencé son activité de composition en 1786, année où il écrit un opéra et un oratorio à Bologne. Il continue ensuite à créer des œuvres scéniques jusqu'en 1815.  Parallèlement, il est également maître de chapelle de la cathédrale de Chieti de 1790 à 1800, de celle d'Urbino de 1810 à 1816 et enfin du Duomo de Macerata de 1816 à 1826.  Le 27 décembre de cette année il est renommé directeur de la chapelle de la cathédrale d'Urbino où il reste jusqu'au 22 mars 1827.  Il est ensuite maître à Imola et finalement, au cours des dernières années de sa vie, il travaille comme impresario. 
Il a été membre de l'Académie Philharmonique de Bologne.   

## Œuvres
En plus de composer plusieurs opéras, il est l'auteur de musiques sacrées (82 au total).  

### Opéras
- Lo sposo di tre e marito di nessuno (dramma giocoso, livret de Filippo Livigni (it), 1786, Bologne)
- Le stravaganze di campagna (dramma giocoso, 1787, Venise)
- Il Bertoldo (dramma giocoso, livret de Lorenzo Da Ponte, 1788, Florence)
- Vologeso re de' Parti (opera seria, livret d'Apostolo Zeno, 1789, Florence)
- La serva alla moda (dramma giocoso, 1789)
- Demofoonte (pasticcio, 1791, Cenise)
- Fatima (1791, Brescia)
- Le nozze per invito, ossia Gli amanti capricciosi (dramma giocoso, 1791, Rome)
- Li contrasti per amore (dramma giocoso, 1792, Rome)
- Il pezzo glorioso (dramma giocoso, livret de Giovanni Bertati, 1797, Rome)
- Il libretto alla moda (1808, Naples)
- La colomba contrastata, ossia La bella carbonara (1813, Rimini)
- Amore e fedeltà alla prova' (1814, Bologne)
- La fedeltà coniugale (1815, Parme)

### Autres œuvres
- 82 œuvres sacrées (messes, motets, psaumes, antiennes, réponses, plaintes, etc.)  )
- Il sacrificio d'Ifisa  (oratoire, 1786, Bologne)
- Ascoli adventurata (cantate, 1796, Fermo)
- Davide e Assalonne  (oratorio, 1797, Chieti)
- La giustizia placata  (cantate, 1799, Pianella)
- Betulia liberata (oratoire, livret de Pietro Metastasio , 1799, Tagliacozzo)
- Il trionfo della religione, ossia Il martirio di San Pietro (oratoire, 1814, Urbino)
- Il presagio fortunato (cantate, 1826, Ancona)